# Кім Су Чі (стрибунка у воду)
Кім Су Чі (кор. 김수지, 16 лютого 1998) — південнокорейська стрибунка у воду.
Учасниця Олімпійських Ігор 2012, 2020 років.
Призерка Чемпіонату світу з водних видів спорту 2019 року.